# Etienne Luzac
Etienne Luzac (Franeker, 1706 - Leiden, 9 januari 1787) was redacteur en later uitgever van de Gazette de Leyde in Leiden.

## Levensloop
Aanvankelijk studeerde Luzac enkele jaren theologie. Doch omwille van zijn kritiek op de Dordtse Leerregels en de tegenkanting als gevolg stopte hij zijn studies. Hij hielp zijn broer Elie bij het bestuur van een kostschool. 
Als twintiger geraakte Luzac als redacteur aan de slag bij de Gazette de Leyde. De eigenaar was sinds 1677 de Fransman en hugenoot Jean Alexandre de la Font, de stichter van de uitgeverij. Luzac werd de belangrijkste redacteur van dit Franstalig blad. Luzac hield regelmatig contacten met hoogleraren van de universiteit van Leiden. Hij onthield zich van kerkelijke of politieke polemieken.
In 1738 kocht Luzac de uitgeverij van de dochter van de la Font. Omwille van het vele redactie- en uitgeverijwerk riep hij later de hulp in van twee neven: Johan Luzac en Etienne Luzac Jr (1754-1809). Dit gebeurde in 1772. Luzac was ongehuwd en stierf in 1787. De uitgeverij van de Gazette de Leyde ging over naar zijn neef Johan.